# Mariola Rus Rufino
Mariola Rus Rufino (Sevilla, 15 de maig de 1969) és una exjugadora i directiva de rugbi espanyola.
Practicà el basquetbol i, posteriorment, el rugbi en la posició de segona línia. Competí amb l'INEF Madrid, el Getafe Rugby Club i l'Universitario de Sevilla Club de Rugby. Internacional amb la selecció espanyola de rugbi entre en dinou ocasions 1991 i 2002, es proclamà campiona d'Europa (1995) i participà a dos Campionats del Món (1991 i 2002). També disputà diverses edicions del Torneig de les Sis Nacions femení.
Llicenciada en Educació Física per la Universitat Politècnica de Madrid, exerceix com a professora d'educació física. Fou escollida vicepresidenta de la Federació Espanyola de Rugbi el 2018, però dimití el març de 2022 per la manca de relleu i canvis dins de la pròpia federació. També fou presidenta del Corteva Cocos Rugby entre 2020 i 2023, amb el qual aconseguí l'ascens a la Divisió d'Honor estatal i guanyà els primers títols de l'entitat andalusa, destacant dues Lligues espanyoles (2020, 2022) i dues Copes Ibèriques (2021, 2023).